# Juegos Paralímpicos de Sochi 2014
Los  Juegos Paralímpicos de Sochi 2014 fueron los undécimos Juegos Paralímpicos de Invierno y se celebraron en la ciudad de Sochi, Rusia, entre el 7 y el 16 de marzo de 2014. Esta fue la primera ocasión en la que las Paralimpiadas se celebraron en tierras rusas.

## Deportes
Los juegos incluyeron 58 eventos en 4 deportes y 5 disciplinas.
- Curling en silla de ruedas
- Esquí alpino
- Esquí nórdico
  -  Biatlón
  -  Esquí de fondo
- Hockey sobre hielo

## Países participantes
Compitieron en los juegos 45 países, uno más que en los Juegos Paralímpicos de Vancouver 2010: Hungría y la República Sudafricana no enviaron deportistas en esta ocasión, mientras que Brasil, Turquía y Uzbekistán compitieron en sus primeros juegos paralímpicos de invierno. El total de participantes fue de 560, 54 más que en la edición anterior. Esta es la lista de países con su número de deportistas:
| - Alemania (GER) (20) - Andorra (AND) (1) - Argentina (ARG) (3) - Armenia (ARM) (1) - Australia (AUS) (9) - Austria (AUT) (13) - Bélgica (BEL) (2) - Bielorrusia (BLR) (10) - Bosnia y Herzegovina (BIH) (2) - Brasil (BRA) (2) - Bulgaria (BUL) (2) - Canadá (CAN) (54) - República Checa (CZE) (18) - Chile (CHI) (2) - República Popular China (CHN) (11) | - Croacia (CRO) (2) - Dinamarca (DEN) (2) - Eslovaquia (SVK) (16) - Eslovenia (SLO) (1) - España (ESP) (7) - Finlandia (FIN) (13) - Francia (FRA) (14) - Grecia (GRE) (1) - Irán (IRI) (1) - Islandia (ISL) (2) - Italia (ITA) (34) - Japón (JPN) (20) - Kazajistán (KAZ) (5) - México (MEX) (1) - Mongolia (MGL) (1) | - Noruega (NOR) (32) - Nueva Zelanda (NZL) (3) - Países Bajos (NED) (7) - Polonia (POL) (8) - Reino Unido (GBR) (12) - Rumania (ROU) (1) - Rusia (RUS) (68) - Serbia (SRB) (1) - Corea del Sur (KOR) (27) - Suecia (SWE) (22) - Suiza (SUI) (8) - Turquía (TUR) (2) - Ucrania (UKR) (23) - Estados Unidos (USA) (74) - Uzbekistán (UZB) (2) |

## Desarrollo

### Calendario
| ● | Ceremonia de Apertura | ● | Competiciones | ● | Finales | ● | Ceremonia de Clausura |

| Marzo                      | 7 V | 8 S | 9 D | 10 L | 11 M | 12 X | 13 J | 14 V | 15 S | 16 D |
| -------------------------- | --- | --- | --- | ---- | ---- | ---- | ---- | ---- | ---- | ---- |
| Esquí alpino               |     |     |     |      |      |      |      |      |      |      |
| Biatlón                    |     |     |     |      |      |      |      |      |      |      |
| Esquí de fondo             |     |     |     |      |      |      |      |      |      |      |
| Hockey sobre hielo         |     |     |     |      |      |      |      |      |      |      |
| Curling en silla de ruedas |     |     |     |      |      |      |      |      |      |      |
| Ceremonias                 | ●   |     |     |      |      |      |      |      |      | ●    |
| Marzo                      | 7 V | 8 S | 9 D | 10 L | 11 M | 12 X | 13 J | 14 V | 15 S | 16 D |

### Medallero
País organizador
| Núm. | País                 | Oro | Plata | Bronce | Total |
| ---- | -------------------- | --- | ----- | ------ | ----- |
| 1    | Rusia (RUS)          | 30  | 28    | 22     | 80    |
| 2    | Alemania (GER)       | 9   | 5     | 1      | 15    |
| 3    | Canadá (CAN)         | 7   | 2     | 7      | 16    |
| 4    | Ucrania (UKR)        | 5   | 9     | 11     | 25    |
| 5    | Francia (FRA)        | 5   | 3     | 4      | 12    |
| 6    | Eslovaquia (SVK)     | 3   | 2     | 2      | 7     |
| 7    | Japón (JPN)          | 3   | 1     | 2      | 6     |
| 8    | Estados Unidos (USA) | 2   | 7     | 9      | 18    |
| 9    | Austria (AUT)        | 2   | 5     | 4      | 11    |
| 10   | Reino Unido (GBR)    | 1   | 3     | 2      | 6     |